# 谷博之
谷 博之（たに ひろゆき、1943年7月6日 ‐ ）は、日本の元政治家。民主党所属の参議院議員（2期）、法務副大臣（野田第2次改造内閣）、栃木県議会議員（4期）、宇都宮市議会議員（2期）を務めた。

## 来歴
徳島県徳島市生まれ。宇都宮大学農学部卒業。
大学卒業後、稲葉誠一衆議院議員の秘書を経て、1979年に宇都宮市議会議員に初当選。宇都宮市議を2期8年務めた後、栃木県議会議員に当選。県議は4期14年務めた。
2001年、第19回参議院議員通常選挙に民主党公認で栃木県選挙区から出馬し、初当選。2007年の第21回参議院議員通常選挙では、国民新党の推薦も得て栃木県選挙区で再選。
2011年、野田内閣で法務大臣政務官に就任。2012年の野田第2次改造内閣では法務副大臣に昇格した。
2013年7月、第23回参議院議員通常選挙に民主党公認で栃木県選挙区から出馬するも自由民主党新人の高橋克法に22万票の差を付けられ順位3位で落選し、政界引退。
2013年秋の叙勲で旭日重光章受章。

## 議員連盟
- 日朝国交正常化推進議員連盟
- 在日韓国人をはじめとする永住外国人住民の法的地位向上を推進する議員連盟
- インクルーシブ教育を推進する議員連盟（幹事長）

| 公職          | 公職                           | 公職          |
| ------------- | ------------------------------ | ------------- |
| 先代 滝実     | 法務副大臣 2012年              | 次代 山花郁夫 |
| 先代 黒岩宇洋 | 法務大臣政務官 2011年 - 2012年 | 次代 松野信夫 |